# Anywhere I Lay My Head
Az Anywhere I Lay My Head Scarlett Johansson amerikai színész- és énekesnő debütáló albuma, amely 2008. május 16-án jelent meg az Atco Records, a Rhino és a WEA kiadásában, CD, LP és digitálisan letölthető formátumban.

## Számlista
| 1.    | Fawn                        | 2:32 |
| 2.    | Town with No Cheer          | 5:03 |
| 3.    | Falling Down                | 4:55 |
| 4.    | Anywhere I Lay My Head      | 3:38 |
| 5.    | Fannin Street               | 5:06 |
| 6.    | Song for Jo                 | 4:09 |
| 7.    | Green Grass                 | 3:33 |
| 8.    | I Wish I Was in New Orleans | 3:59 |
| 9.    | I Don't Wanna Grow Up       | 4:11 |
| 10.   | No One Knows I'm Gone       | 2:57 |
| 11.   | Who Are You                 | 4:20 |
| 44:23 |                             |      |

## Közreműködők

### Szerzők
1. Tom Waits
2. Kathleen Brennan
3. Scarlett Johansson
4. David Andrew Sitek

### Producer
1. David Andrew Sitek